# Discografia de Keane
A discografia de Keane, uma banda de rock alternativo inglesa, consiste em cinco álbuns de estúdio, quatro álbuns ao vivo, três álbuns em vídeo, seis extended plays, uma coletânea e vinte e oito singles oficiais. Todos os seus 5 álbuns de estúdio (incluindo o EP Night Train) alcançaram o primeiro lugar na parada de álbuns do Reino Unido. Apesar disso, a banda nunca teve um single no primeiro lugar. Todos os álbuns foram certificados ouro (ou superior) no Reino Unido.
Hopes and Fears é até hoje o álbum de maior sucesso da banda, vendendo mais de 5,8 milhões de cópias no mundo inteiro.

## Álbuns

### Álbuns de estúdio
| Álbum              | Detalhes                                                                                      | Posições | Posições | Posições | Posições | Posições | Posições | Posições | Posições | Posições | Posições | Vendas e Certificações |
| Álbum              | Detalhes                                                                                      | RU       | ALE      | BEL      | EUA      | FRA      | IRL      | NOR      | NLD      | SUE      | SUI      | Vendas e Certificações |
| ------------------ | --------------------------------------------------------------------------------------------- | -------- | -------- | -------- | -------- | -------- | -------- | -------- | -------- | -------- | -------- | --- |
| Hopes and Fears    | - Lançamento: 10 de maio de 2004 - Formatos: CD, download digital - Gravadora: Island         | 1        | 30       | 10       | 45       | 5        | 3        | 2        | 3        | 10       | 22       | - : 9× Platina - : Ouro - : Platina - : Ouro - : 4× Platina - : Ouro - : 5× Platina - : 2× Platina - : Platina - : Platina - Vendas totais: 5.800.000 |
| Under the Iron Sea | - Lançamento: 12 de junho de 2006 - Formatos: CD, download digital, LP - Gravadora: Island    | 1        | 3        | 3        | 4        | 8        | 1        | 3        | 1        | 4        | 2        | - : 2× Platina - : Platina - : Platina - : Ouro - : Ouro - Vendas totais: 3.000.000                                                                   |
| Perfect Symmetry   | - Lançamento: 13 de outubro de 2008 - Formatos: CD, download digital, LP - Gravadora: Island  | 1        | 10       | 10       | 7        | 42       | 4        | 7        | 3        | 18       | 6        | - : Platina - : Ouro - Vendas totais: 850.000 |
| Strangeland        | - Lançamento: 4 de maio de 2012 - Formatos: CD, download digital, LP - Gravadora: Island      | 1        | 5        | 4        | 17       | 11       | 1        | 4        | 1        | 38       | 3        | - : Ouro |
| Cause and Effect   | - Lançamento: 20 de setembro de 2019 - Formatos: CD, download digital, LP - Gravadora: Island | -        | -        | -        | -        | -        | -        | -        | -        | -        | -        | |

- Numero de vendas do Cause and Effect ainda serão anunciadas

### Extended-plays
| Álbum                                  | Detalhes                                                                              | Posições | Posições |
| Álbum                                  | Detalhes                                                                              | RU       | EUA      |
| -------------------------------------- | ------------------------------------------------------------------------------------- | -------- | -------- |
| Night Train                            | - Lançamento: 10 de maio de 2010 - Formatos: CD, download digital - Gravadora: Island | 1        | 25       |
| Retrospective EP1: Everbody's Changing | - Lançamento: 5 de dezembro de 2008 - Formatos: download digital - Gravadora: Island  |          |          |
| Retrospective EP2: Sunshine            | - Lançamento: 26 de junho de 2010 - Formatos: download digital - Gravadora: Island    |          |          |

### Compilações
| Álbum             | Detalhes                                                                                  | Posições | Posições |
| Álbum             | Detalhes                                                                                  | RU       | EUA      |
| ----------------- | ----------------------------------------------------------------------------------------- | -------- | -------- |
| The Best of Keane | - Lançamento: 11 de novembro de 2013 - Formatos: CD, download digital - Gravadora: Island |          |          |

### Álbuns ao vivo
- Live Recordings 2004 (2005)
- Keane Live 06 (2006)
- Live Recordings: European Tour 2008 (2008)

### Vídeo
- Strangers - Universal Music, 14 de novembro de 2005
- Keane Live - Universal Music, 19 de novembro de 2007
- Keane Curate a Night For War Child - St2 Music, 15 de setembro de 2008

## Singles
Lista de singles, com suas melhores posições nas paradas:
| Título                           | Ano  | RU  | ALE | BEL | EUA | FRA | IRL | ITA | NLD | NOR | SUI | Álbum              |
| -------------------------------- | ---- | --- | --- | --- | --- | --- | --- | --- | --- | --- | --- | ------------------ |
| "Call Me What You Like"          | 2000 | —   | —   | —   | —   | —   | —   | —   | —   | —   | —   | Single sem álbum   |
| "Wolf at the Door"               | 2001 | —   | —   | —   | —   | —   | —   | —   | —   | —   | —   | Single sem álbum   |
| "Everybody's Changing"           | 2003 | 4   | 60  | —   | —   | 10  | 27  | 2   | 18  | 18  | 24  | Hopes and Fears    |
| "This Is The Last Time"          | 2003 | 18  | 84  | —   | —   | 56  | 43  | 37  | 3   | —   | —   | Hopes and Fears    |
| "Somewhere Only We Know"         | 2004 | 3   | 55  | 43  | 50  | —   | 30  | —   | 15  | —   | —   | Hopes and Fears    |
| "Bedshaped"                      | 2004 | 10  | 61  | —   | —   | —   | 38  | —   | 26  | —   | —   | Hopes and Fears    |
| "Bend And Break"                 | 2005 | —   | 95  | —   | —   | —   | —   | —   | 27  | —   | —   | Hopes and Fears    |
| "Atlantic"                       | 2006 | —   | —   | —   | —   | —   | —   | —   | —   | —   | —   | Under the Iron Sea |
| "Is Is Any Wonder?"              | 2006 | 3   | 61  | 38  | 78  | 72  | 18  | 18  | 7   | 12  | 28  | Under the Iron Sea |
| "Crystal Ball"                   | 2006 | 20  | 46  | 38  | —   | 60  | 41  | —   | 6   | —   | —   | Under the Iron Sea |
| "Nothing In My Way"              | 2006 | 19  | —   | —   | —   | —   | —   | —   | 18  | —   | —   | Under the Iron Sea |
| "A Bad Dream"                    | 2007 | 23  | —   | —   | —   | —   | —   | —   | 33  | —   | —   | Under the Iron Sea |
| "Try Again"                      | 2007 | —   | 39  | —   | —   | —   | —   | —   | —   | —   | 83  | Under the Iron Sea |
| "Spiralling"                     | 2008 | 23  | 83  | 41  | —   | —   | 22  | —   | 12  | —   | —   | Perfect Symmetry   |
| "The Lovers Are Losing"          | 2008 | 52  | —   | 50  | —   | —   | —   | —   | 30  | 19  | —   | Perfect Symmetry   |
| "Perfect Symmetry"               | 2008 | 150 | —   | —   | —   | —   | —   | —   | 44  | —   | —   | Perfect Symmetry   |
| "Better Than This"               | 2009 | 173 | —   | —   | —   | —   | —   | —   | 46  | —   | —   | Perfect Symmetry   |
| "Stop for a Minute" (com K'naan) | 2010 | 40  | —   | 3   | —   | 29  | 27  | 15  | 14  | —   | —   | Night Train        |
| "Silenced by the Night"          | 2012 | 46  | —   | 28  | —   | 146 | 58  | —   | 21  | —   | —   | Strangeland        |
| "Disconnected"                   | 2012 | —   | —   | 60  | —   | —   | —   | —   | —   | —   | —   | Strangeland        |
| "Sovereign Light Café"           | 2012 | 74  | —   | 36  | —   | —   | —   | —   | 71  | —   | —   | Strangeland        |
| "Higher Than The Sun"            | 2013 | —   | —   | —   | —   | —   | —   | —   | —   | —   | —   | The Best of Keane  |
| "Won't Be Broken"                | 2014 | —   | —   | —   | —   | —   | —   | —   | —   | —   | —   | The Best of Keane  |
| "Tear Up This Town"              | 2016 | —   | —   | —   | —   | —   | —   | —   | —   | —   | —   | Single sem álbum   |
| "The Night Sky"                  | 2017 | —   | —   | —   | —   | —   | —   | —   | —   | —   | —   | Single sem álbum   |
| "The Way I Feel"                 | 2019 | —   | —   | —   | —   | —   | —   | —   | —   | —   | —   | Cause and Effect   |
| "Love Too Much"                  | 2019 | —   | —   | —   | —   | —   | —   | —   | —   | —   | —   | Cause and Effect   |
| "Stupid Things"                  | 2019 | —   | —   | —   | —   | —   | —   | —   | —   | —   | —   | Cause and Effect   |